# Steed Tchicamboud
Pour les articles homonymes, voir Tchicamboud.
Steed Tchicamboud est un joueur professionnel français de basket-ball reconverti comme entraîneur né le 18 juin 1981 à Clichy. Il évoluait au poste de meneur.

## Biographie
Steed est le troisième enfant de Geneviève et Tryphose Tchicamboud. Il a 5 frères et sœurs  : Laetitia, Weiss, Jessica, Ritchie et Ruddy. Il a grandi à Corbeil-Essonne en Île-de-France. Il commence à jouer à l'A.S. Corbeil-Essonne Basket. Il obtient son baccalauréat STI en 1999 au lycée Robert Doisneau de Corbeil-Essonnes.
Il commence à jouer à l'âge de cinq ans. Son premier club professionnel est l'Élan sportif chalonnais situé à Chalon-sur-Saône.
En juin 2006, il s'engage pour deux saisons au club de Cholet Basket.
En juin 2008, il signe un contrat de deux saisons au SLUC Nancy. En juin 2010, il rejoint l'Élan Chalon, son club formateur pour 5 ans, avec qui il gagne la Coupe de France en 2011 et en 2012. Il remporte également la Semaine des As et le championnat de France avec cette même équipe en 2012.
Il fait ses débuts en équipe de France lors de l'année 2008. Il dispute alors 16 rencontres lors de cette année dont l'objectif principal des Bleus est l'obtention d'une qualification pour le championnat d'Europe 2009. La France échoue à la deuxième place de son groupe de qualification. Lors de cette saison, il dispute 16 rencontres avec les Bleus, inscrivant au total 72 points, dont un record de 14 points face à la Finlande. Il retrouve l'équipe de France en 2011 et est sélectionné pour le championnat d'Europe 2011 en remplacement d'Antoine Diot (blessé) et remporte la médaille d'argent avec les Bleus. 
Le 26 novembre 2014, il se sépare du club chalonnais (pour aller à Limoges) avec une rupture de contrat, ceci faisant suite depuis mi-octobre 2014 à des tensions avec le club chalonnais,,. Il signe une pige avec le CSP Limoges pour la fin d'année 2014. Puis il signe pour la fin de saison en Pro B avec Roanne en 2015. En octobre 2015, il signe pour deux mois avec le Paris-Levallois, contrat qui s'arrete le 9 décembre 2015. Le 6 janvier 2016, il revient au SLUC Nancy puis met un terme à sa carrière de joueur à l'issue de la saison.

### Vie personnelle
Il est également père de deux garçons et deux filles : Jayson, Honey, Djelany et Willow.

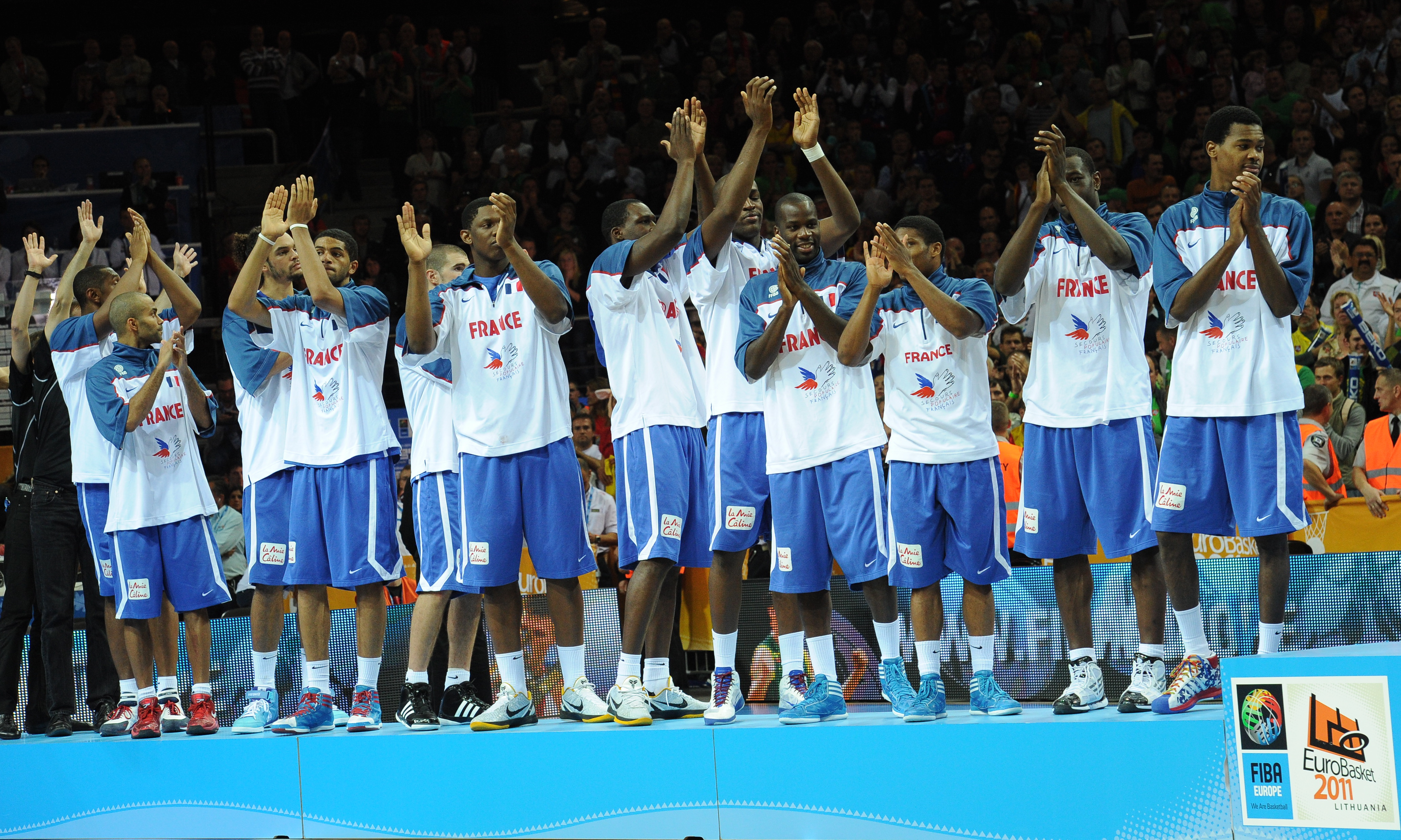
Steed Tchicamboud (4e en partant de la droite) sur le podium avec l'équipe de France lors du Championnat d'Europe 2011

## Clubs successifs

### Comme joueur
- 1999 - 2002 :  Élan sportif chalonnais (Pro A) espoir
- 2002 - 2003 :  CS Autun Basket (NM1)
- 2003 - 2005 :  Saint-Quentin Basket-Ball (Pro B)
- 2005 - 2006 :  ESPE Basket Châlons-en-Champagne (Pro B)
- 2006 - 2008 :  Cholet Basket (Pro A)
- 2008 - 2010 :  SLUC Nancy (Pro A)
- 2010 - fin novembre 2014 :  Élan sportif chalonnais (Pro A)
- fin novembre 2014 - fin décembre 2014 :  Limoges CSP (Pro A)
- début février 2015 - 2015 :  Chorale Roanne Basket (Pro B)
- début septembre 2015 - début décembre 2015  :  Paris-Levallois (Pro A)
- début janvier 2016 - juin 2016  :  SLUC Nancy (Pro A)

### Comme entraîneur
- 2016-2017 :  Centre Fédéral (NM1) assistant
- 2017-2018 :  ESC Trappes SQ Yvelines (NM3)
- 2018-2019 :  Cergy-Pontoise Basket Ball (NM2)
- 2019-2024 :  Sorgues BC (NM2)
- Depuis 2024 :  AB Berck Rang-du-Fliers (NM1)

## Palmarès

### En club
- Champion de France en 2012[9].
- Vainqueur de la Coupe de France 2011[10] et 2012[11] avec l'Élan sportif chalonnais
- Vainqueur de la Semaine des As : 2008 avec Cholet Basket
- Vainqueur de la Semaine des As : 2012 avec Chalon-sur-Saône[12].
- Finaliste de la  Coupe de France en 2008
- Finaliste de la Semaine des As en 2011.
- Finaliste de l'EuroChallenge 2012[13].

### Sélection nationale
- Médaillé d'argent au championnat d'Europe 2011 en Lituanie

### Distinctions individuelles
- All-Star Game Français : 2007 et 2009
- Est élu MVP du All-Star Game en 2009.